# Дороти Андерсен
Дороти Хансен Андерсен (енгл. Dorothy Hansine Andersen; Ешвил, 15. мај 1901 — Њујорк, 3. март 1963) била је амерички педијатар и патолог. Године 1938. откриила је цистичну фиброзу и тиме постала први лекар који ову болест описао у САД.

## Живот и каријера
Рођена је 15. маја 1901. године у Ешвилу, Северна Каролина, од оца Ханса Питера Андерсена, досељеник у САД са данског острва Борнхолм у Балтичком мору и мајке, Мери Луис Масон, припаднице староседелачке породице пореклом из Нове Енглеске. Након смрти оца 1914. године, са само 13 година, из адолесцентског периода живота врло је брзо сазрела у одраслу особу, и преузела пуну одговорност да негује своју мајку инвалида — са посебним потребама. И након пресељења у Сент Џонсбери, у Вермонту, Дороти је редовно посећивала мајку и бринула о њој све до мајчине смрти 1920. године.
По завршетку Bachelor of Arts ount Holyoke College 1922. године, уписала је студије на Медицинском факултету Џон Хопкинс. Дипломирала је 1926. године, а хируршку праксу обавила је у Strong Memorial Hospital у Рочестеру. Упркос њеним импресивним способностима и знању, болница у Рочестеру је задржала своју конзервативну политику, којом је забрањивала рад женама у оперативним и патолошким одељењима, па је Андерсенова била приморана да тражи запослење у другој медицинској установи у САД.
Године 1929. године изабрана је за асистента на Колеџу лекара и хирурга на универзитету Колумбија у Њујорку. На њему је започела своја прва истраживања; о улози жлезда са унутрашњим лучењем на женски репродуктивни циклус.
Докторирала је на медицинским наукама 1935. године, и исте године постављена је за шефа патологије у болници Babies Hospital at the Columbia-Presbyterian Medical Center.
Године 1958. постала је редовни професор патологије на Колеџу лекара и хирурга Универзитета Колумбија.
У приватном животу била је доста повучена, али великодушна и одана пријатељима и колегама. Као страстан пушач разболела се и преминула 1963. године, од рака на плућима, у 62 години живота у Њујорку, САД. Посмртно јој је додељена угледна службена медаља Пресбитеријског медицинског центра Колумбија у коме је провела највећи део свог радног века.

## Дело
Дороти Андерсен је прва велика студијска истраживања спровела у лабораторији Флоренс Рене Сабине (1871—1953), која је сматрана једним од водећих научница у Сједињеним Државама. Прва два рада, била су из области анатомских специфичности органа репродуктивног система. Радови су објављна као прилог у часопису Contributions to Embryology. Потом је дуги низ година истраживала урођене малформација срца, и срчане болести код новорођеначади рођених са срчаним дефектом.
Средином 1940-их, хирурзи који су се бавили пионирским операцијама на отвореном срцу деце тражили су од Андерсенове помоћ у раду због њеног великог знања у области педијатријске кардиологије и поседовања богате колекције узорака. Користећи своје богато искуство и знање Андерсен је временом развила програм обуке за кардиохирурге у неколико болница у САД.